# Perow-Nunatakker
Die Perow-Nunatakker sind eine kleine Gruppe von Nunatakkern im ostantarktischen Enderbyland. Sie ragen 30 km südöstlich des Debenham Peak am Ostrand der Scott Mountains auf.
Luftaufnahmen entstanden bei den Australian National Antarctic Research Expeditions im Oktober 1956. Im November 1958 folgte im Rahmen derselben Forschungsreihe eine Vermessung durch eine luftunterstützte Mannschaft. Das Antarctic Names Committee of Australia (ANCA) benannte die Gruppe nach dem sowjetischen Piloten Wiktor Perow, der im Dezember 1958 ein in diesem Gebiet mit dem Flugzeug verunglücktes belgisches Feldforschungsteam rettete.